# Saltos ornamentais no Campeonato Mundial de Esportes Aquáticos de 2024 - Trampolim 3 m sincronizado masculino

A prova do trampolim 3 m sincronizado masculino dos saltos ornamentais no Campeonato Mundial de Esportes Aquáticos de 2024 foi realizada no dia 4 de fevereiro de 2024 em Doha, no Catar.

## Cronograma
Todos os horários estão na hora local (UTC+3).
| Data           | Hora  | Evento |
| -------------- | ----- | ------ |
| 4 de fevereiro | 15:32 | Final  |

## Formato da competição
A competição consiste em apenas uma rodada final, a equipe com melhor pontuação garante a medalha de ouro.

## Medalhistas
| Ouro                               | Prata                                       | Bronze                                   |
| China · Long Daoyi · Wang Zongyuan | Itália · Lorenzo Marsaglia · Giovanni Tocci | Espanha · Adrián Abadía · Nicolás García |

## Resultados
A final foi realizado no dia 4 de fevereiro às 15:32.
| Pos.              | Nacionalidade        | Saltadores                                 |        |
| Pos.              | Nacionalidade        | Saltadores                                 | Pontos |
| ----------------- | -------------------- | ------------------------------------------ | ------ |
| Medalha de ouro   | China                | Long Daoyi Wang Zongyuan                   | 442.41 |
| Medalha de prata  | Itália               | Lorenzo Marsaglia Giovanni Tocci           | 384.24 |
| Medalha de bronze | Espanha              | Adrián Abadía Nicolás García               | 383.28 |
| 4                 | México               | Rodrigo Diego Osmar Olvera                 | 383.19 |
| 5                 | Grã-Bretanha         | Anthony Harding Jack Laugher               | 376.26 |
| 6                 | Ucrânia              | Oleh Kolodiy Danylo Konovalov              | 363.12 |
| 7                 | Polónia              | Kacper Lesiak Andrzej Rzeszutek            | 362.04 |
| 8                 | Coreia do Sul        | Yi Jae-gyeong Kim Yeong-taek               | 351.21 |
| 9                 | Estados Unidos       | Andrew Capobianco Quentin Henninger        | 351.18 |
| 10                | Suíça                | Guillaume Dutoit Jonathan Suckow           | 344.37 |
| 11                | República Dominicana | Frandiel Gómez Jonathan Ruvalcaba          | 342.63 |
| 12                | França               | Jules Bouyer Alexis Jandard                | 338.85 |
| 13                | Jamaica              | Yohan Eskrick-Parkinson Yona Knight-Wisdom | 337.17 |
| 14                | Malásia              | Ooi Tze Liang Muhammad Syafiq Puteh        | 333.57 |
| 15                | Croácia              | David Ledinski Matej Neveščanin            | 333.48 |
| 16                | Alemanha             | Alexander Lube Moritz Wesemann             | 328.62 |
| 17                | Colômbia             | Daniel Restrepo Luis Uribe                 | 320.13 |
| 18                | Nova Zelândia        | Liam Stone Frazer Tavener                  | 319.38 |
| 19                | Brasil               | Luis Moura Rafael Borges                   | 313.71 |
| 20                | Austrália            | Sam Fricker Kurtis Mathews                 | 311.61 |
| 21                | Uzbequistão          | Vyacheslav Kachanov Igor Myalin            | 310.62 |
| 22                | Indonésia            | Tri Anggoro Priambodo Adityo Restu Putra   | 288.18 |
| 23                | Áustria              | Alexander Hart Nikolaj Schaller            | 275.91 |
| 24                | Lituânia             | Sebastian Konecki Martynas Lisauskas       | 247.35 |
| 25                | Cazaquistão          | Nazar Kozhanov Kirill Novikov              | 232.29 |
| 26                | Hong Kong            | Robben Yiu Curtis Yuen                     | 208.41 |
| 27                | Macau                | He Heung Wing Zhang Hoi                    | 202.53 |